# Cammy (Street Fighter)

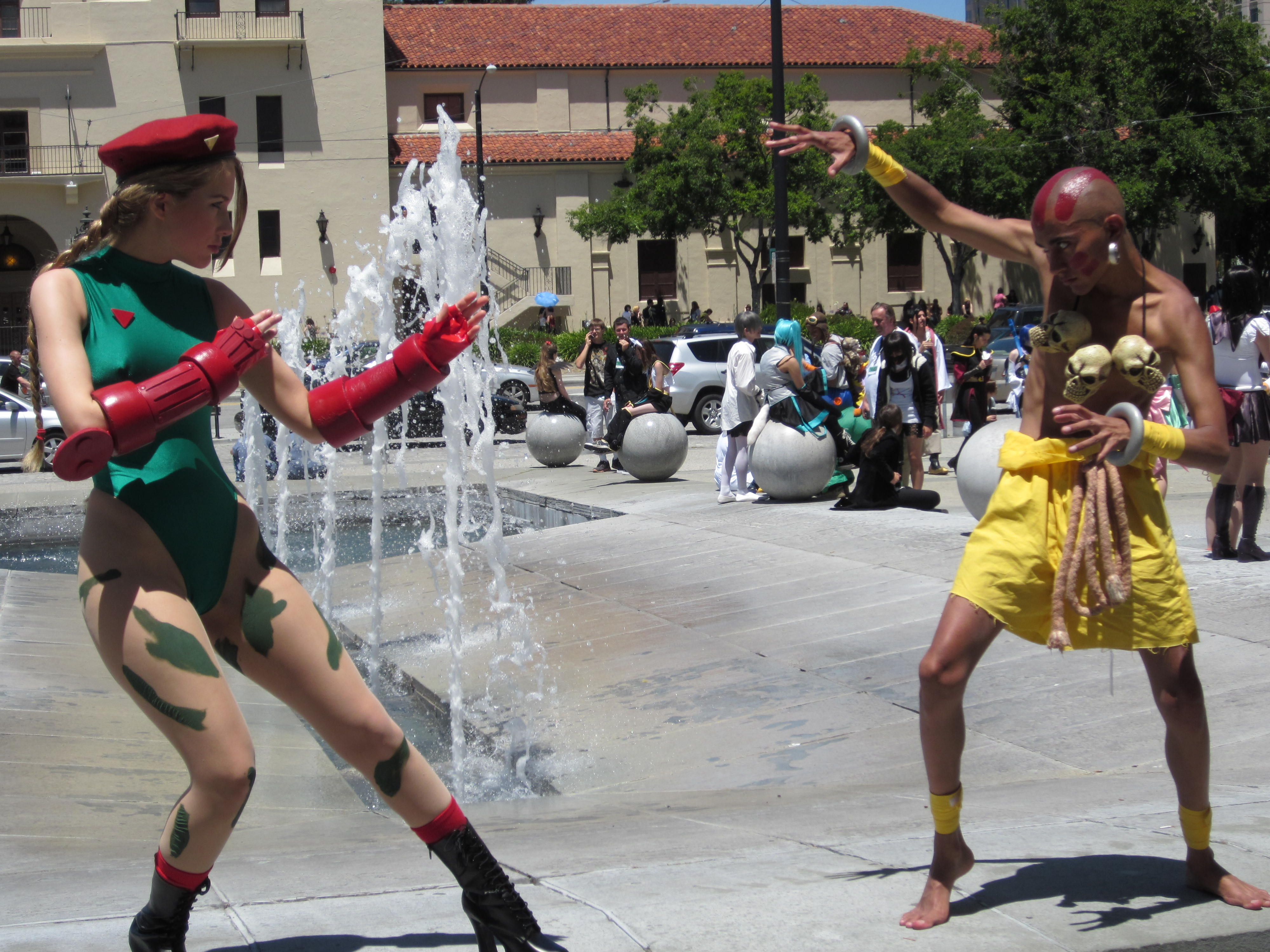
Twee fans verkleed als Street Fighter-personages Cammy (l.) en Dhalsim

Cammy White is een personage uit de reeks vechtspellen van Street Fighter. Ze werd in de jaren 90 bedacht door computerspellenfabrikant Capcom en verscheen voor het eerst in Super Street Fighter II: The New Challengers uit 1993 als een van de vier zogeheten New Challengers waarnaar de subtitel verwijst. Ze is na Chun-Li de tweede vrouwelijke vechter in de Street Fighter-reeks en werd ontwikkeld omdat men op Capcoms afdeling Onderzoek & Ontwikkeling vond dat het spel een extra vrouwelijk personage nodig had.
Cammy kwam tevens voor in de Street Fighter Alpha-spellen, in eerste instantie als een verborgen personage en daarna, in Street Fighter Alpha 2 Gold en Street Fighter Alpha 3, als playable character: een personage dat niet enkel door de computer, maar ook door een menselijke speler bestuurd kan worden. Hoewel Cammy in Street Fighter III niet voorkwam als speelbaar personage, deed ze naar aanleiding van een poll, waarin gevraagd werd welke personages uit vorige spellen in de thuisversie van Street Fighter IV moesten voorkomen, haar herintrede in het laatstgenoemde deel.

## Voorkomen
Cammy is 1,64 meter, weegt 46 kg en heeft bloedgroep B. Bij haar debuut droeg ze een groen mouwloos turnpakje, extra hoge gevechtslaarzen en een rode baret en handschoenen. Ze heeft een militaire-camouflagepatroon op haar benen. Cammy draagt haar lange blonde haar meestal in twee vlechten. Ze heeft blauwe ogen en een litteken op haar linkerwang.
In sommige spellen(reeksen) buiten de standaard Street Fighter-games, zoals X-Men vs. Street Fighter en Marvel vs. Capcom, komt een andere incarnatie van het personage voor. Deze jongere belichaming van Cammy heeft een lichtblauw turnpak aan dat naar boven overgaat in een soort trui met een col en lange mouwen. Ze draagt daarnaast een bijpassende kwartiermuts, rode handschoenen, bruine laarzen en een gele stropdas. In plaats van camouflage heeft ze blauwe bliksemschichten op haar benen.

## Achtergrond
Cammy is een jonge agente van Delta Red, een (fictieve) eenheid van de Britse geheime dienst MI-6. In het verleden heeft ze gewerkt voor M. Bison, met wie ze destijds een relatie had, maar ze verloor haar geheugen bij een ongeluk dat gebeurde tijdens een speciale militaire operatie. Dit ongeluk is ook de oorzaak van het litteken op haar wang.

## Citaten
- "You must enjoy being beat! Let me remodel your face one more time!"
- "Your missing teeth will remind you of my victory!"
- "Were my killer combos too much for you, huh?!"

## Trivia
- In de originele versie van de Japanse animefilm Street Fighter II: The Animated Movie werd Cammy's stem ingesproken door Yōko Sasaki. De Amerikaanse nasynchronisatie werd verzorgd door S.J. Charvin.
- In de Japanse-Amerikaanse speelfilm Street Fighter was Cammy luitenant in het leger. Ze werd gespeeld door de Australische Kylie Minogue.

Abel · 
Adon · 
Akuma · 
Alex · 
Balrog · 
Birdie · 
Blanka · 
Cammy · 
Charlie · 
Chun-Li · 
Cody · 
Crimson Viper · 
Dan · 
Dee Jay · 
Dhalsim · 
De Dolls · 
Dudley · 
Eagle · 
E. Honda · 
Elena · 
El Fuerte · 
Fei Long · 
Gen · 
Gill · 
Gouken · 
Guile · 
Guy · 
Hakan · 
Hugo · 
Ibuki · 
Ingrid · 
Juri · 
Karin · 
Ken · 
M. Bison · 
Makoto · 
Necro · 
Oni · 
Oro · 
Poison · 
R. Mika · 
Remy · 
Rolento · 
Rose · 
Rufus · 
Ryu · 
Sagat · 
Sakura · 
Sean · 
Seth · 
T. Hawk · 
Twelve · 
Urien · 
Vega · 
Yang · 
Yun · 
Zangief